# Murgud
Murgud è una città dell'India di 9.200 abitanti, situata nel distretto di Kolhapur, nello stato federato del Maharashtra. In base al numero di abitanti la città rientra nella classe V (da 5.000 a 9.999 persone).

## Geografia fisica
La città è situata a 16° 23' 60 N e 74° 12' 0 E e ha un'altitudine di 555 m s.l.m..

## Società

### Evoluzione demografica
Al censimento del 2001 la popolazione di Murgud assommava a 9.200 persone, delle quali 4.720 maschi e 4.480 femmine. I bambini di età inferiore o uguale ai sei anni assommavano a 1.028, dei quali 579 maschi e 449 femmine. Infine, coloro che erano in grado di saper almeno leggere e scrivere erano 6.673, dei quali 3.803 maschi e 2.870 femmine.